# Mercure de France
Mercure de France (с фр. — «Французский Меркурий») — литературный журнал, издающийся в Париже с 1672 года (с перерывами).

## История журнала
Основан писателем Жаном Донно де Визе. В 1672—1724 годах выходил сначала ежеквартально, затем ежемесячно, сначала под названием «Галантный Меркурий» (Mercure Galant), затем — под названием «Новый Галантный Меркурий» (Nouveau Mercure galant); нынешнее название было введено в 1724 году. С 1770 года им долгое время руководил Жан-Франсуа де Лагарп. Журнал также редактировал сатирик и драматург Луи де Буасси. Затем несколько лет его главным редактором был Шатобриан, здесь был напечатан роман «Атала» (1801). В 1825 году журнал прекратил существование.
В 1890 возобновлен журналистом Альфредом Валеттом вместе с женой, писательницей Рашильд, и группой их друзей-символистов.
По вторникам в салоне у Рашильд собирались литераторы, художники, музыканты и другие, составлявшие круг авторов и ближайшую публику журнала.
После смерти Валетта, в 1935 году, журналом и издательством несколько лет (до 1938-го) руководил Жорж Дюамель.

## Издательство
В 1894 году при журнале создано одноименное издательство. В 1958 году оно куплено издательством Галлимар, с 1995 года им руководит Изабель Галимар.

## Авторы
Среди авторов журнала и издательства в разные годы XIX—XX в. были:
- Гийом Аполлинер
- Алоизиюс Бертран
- Ив Бонфуа
- Андре дю Буше
- Вирджиния Вулф
- Ромен Гари
- Реми де Гурмон
- Жорж Дюамель
- Альфред Жарри
- Андре Жид
- Пьер Жан Жув
- Эжен Ионеско
- Забел Есаян
- Клод Каон
- Поль Клодель
- Колетт
- Пьер Клоссовский
- Мариз Конде
- Шарль Кро
- Леклезио
- Андрей Макин
- Стефан Малларме
- Анри Мишо
- Жан Мореас
- Морис Надо
- Фридрих Ницше
- Мари Ндьяй
- Рашильд
- Пьер Реверди
- Жюль Ренар
- Альбер Самен
- Сен-Поль-Ру
- Йоргос Сеферис
- Герберт Уэллс
- Макс Эльскамп
- Жозе-Мария Эредиа